# Mil Mi-26
El Mil Mi-26 o Mi-26 (en ruso: Миль Ми-26, designación OTAN: «Halo») es un helicóptero soviético y ruso, con capacidad de elevar hasta veinticuatro toneladas y transportarlas a más de 800 kilómetros. Voló por primera vez en 1977, su producción en cadena comenzó en 1981 en la fábrica de helicópteros Mil de Moscú y actualmente continua evolucionando con 316 helicópteros construidos al año 2019.
Es el helicóptero más grande y potente producido en serie del mundo, y se trata del helicóptero mono-rotor más grande que se haya fabricado hasta ahora, entre otras características únicas. El helicóptero prototipo bi-rotor denominado Mil Mi-12 es más grande, pero nunca se fabricó en serie. Por otro lado, se trata del primero con un rotor principal de ocho palas dispuestas y en ángulo de 45 grados sexagesimales entre cada par de ellas.

## Diseño y desarrollo
Diseñado para proporcionar al ejército soviético y a la compañía Aeroflot, un helicóptero pesado para operaciones en regiones no desarrolladas del país, lugares remotos y de difícil acceso, transporte de personal, equipo y personal militar, a lo largo de todo el país, por la gran extensión territorial de la Unión Soviética. El proyecto se llevó a cabo con el liderazgo del ingeniero jefe Gennady Smirnov. Entre los años 1971 y 1972, el proyecto Mi-26 (llamado en ese momento, «producto 90») con dos nuevos motores de turboeje D-136 se aprobó por el consejo científico y técnico de la URSS.
Este aparato comenzó su vida operativa a principios de los años setenta, tan pronto como se evidenció que el diseño experimental del helicóptero birrotor V-12, futuro Mi-12, no podría cumplir estas misiones. 
Requirió, sin embargo, el largo y costoso desarrollo de un sistema dinámico completamente nuevo, con rotor y sistema de transmisión adecuados, precisamente el inconveniente que el equipo de diseño Mil pretendía evitar con el diseño más complejo del anterior helicóptero V-12. En un principio se planteó el usar dos rotores como el equivalente estadounidense CH-47 Chinook o el Yak-24, pero se decidió usar el esquema clásico de un solo rotor. De esta manera se conseguía reducir de manera importante el peso del helicóptero y aumentar la capacidad de carga. 
También para disminuir el peso, se usó aleación de titanio para los bujes del rotor principal y construir las palas del rotor en fibra de vidrio completamente (a diferencia del Mi-6, construidas en madera). Las tomas de aire estaban cubiertas o a prueba de clima árido para no afectar la capacidad de los motores.
Ello significó, dada la necesidad de cumplir con el requisito oficial, de ser capaz de despegar con una carga máxima doble de su peso en vacío. El 14 de diciembre de 1977, el prototipo del helicóptero, designado V-26, se elevó durante cinco minutos. El 21 de febrero de 1978 
Apodado por los pilotos como «vaca», de configuración general similar al anterior diseño de helicóptero pesado Mil Mi-6 y con un fuselaje de dimensiones similares, el nuevo Mi-26 tiene un rotor de menor diámetro pero de ocho palas y una planta motriz de casi el doble de potencia, con dos grandes turbinas instaladas sobre la cabina de mando, circunstancias que le permiten transportar una carga útil un 66% superior a la del anterior Mi-6. 
En el período de mayo de 1979 a agosto de 1980, el Mi-26 pasó las pruebas estatales y recibió una recomendación para su adopción por el ejército soviético. Con el primer ejemplar de producción el 4 de octubre comenzó la producción en serie de la máquina.
Su capacidad quedó demostrada el 3 de febrero de 1982 cuando, como resultado final de una serie de récords establecidos por el nuevo aparato, un prototipo de pruebas del Mi-26 elevó una masa total (helicóptero más carga útil) de 56.768 kilogramos hasta una altura de 2000 metros.
En 1996, un Mi-26 estableció un récord Guinness al transportar al mayor grupo de paracaidistas de la historia, 224 personas, que saltaron en paracaídas del helicóptero en vuelo.

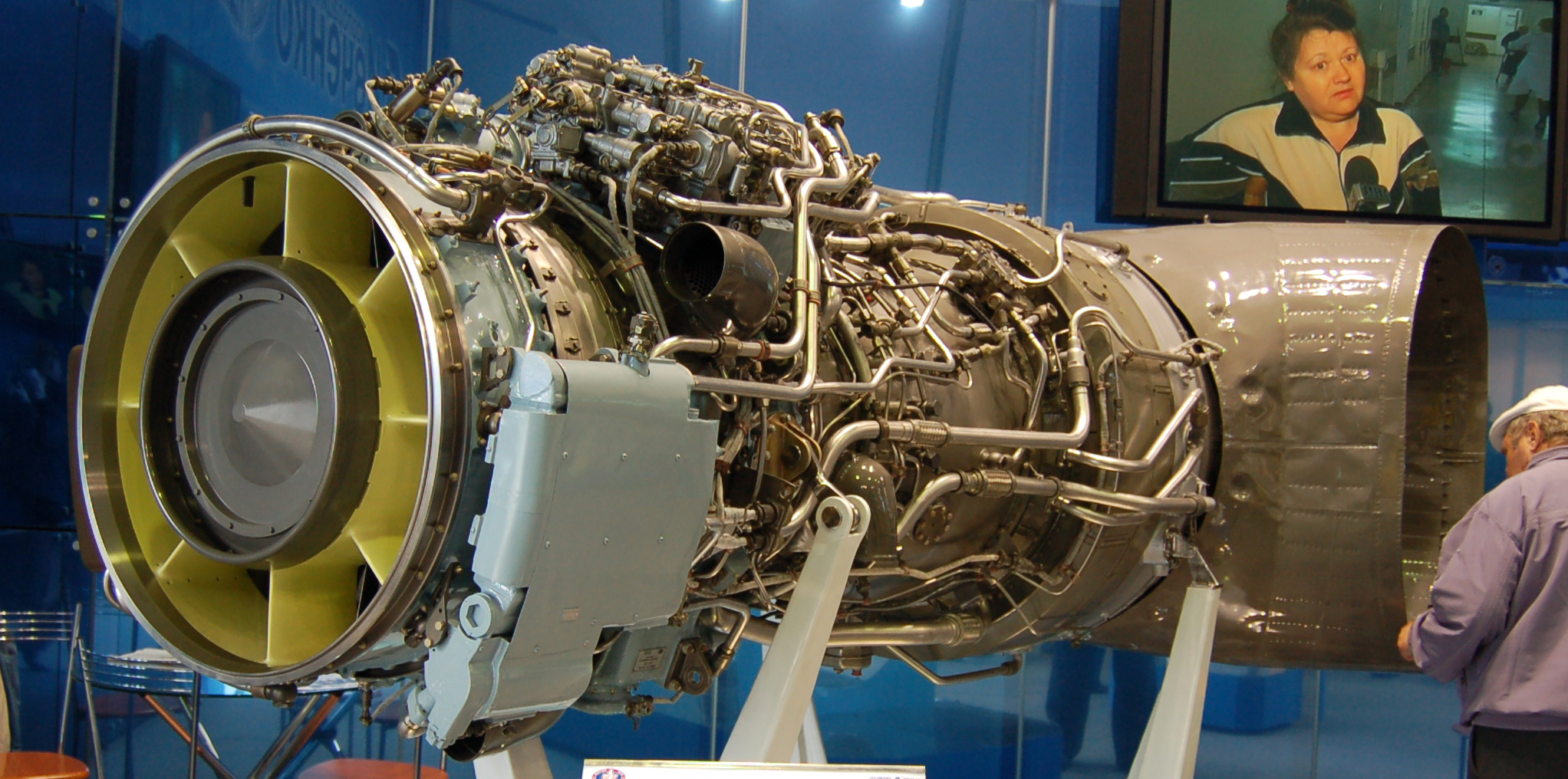
Motor D-136 en una exhibición.

Luego de varios años de desarrollo, desde la época de la Unión Soviética, donde se solucionaron varios problemas de diseño, es un helicóptero relativamente nuevo en el inventario ruso, que todavía está en producción en serie y es operativo en algunos países, donde es ofrecido para el transporte de personal a lugares lejanos que no tienen una pista de aterrizaje como la necesaria para que un avión comercial pueda operar. La última versión en desarrollo actualiza especialmente la electrónica del avión y mejora o añade capacidades defensivas o de operación en cualquier clase de clima.
La cabina de la tripulación está sobrepresurizada para condiciones NRBQ (nucleares, radiológicas, biológicas y químicas). Junto con el Mi-24/35 y el HAL LCH, son los únicos helicópteros del mundo con cabina presurizada que se han producido en serie. El espacio de carga no está presurizado.

## Variantes
- V-29 - Prototipo original.

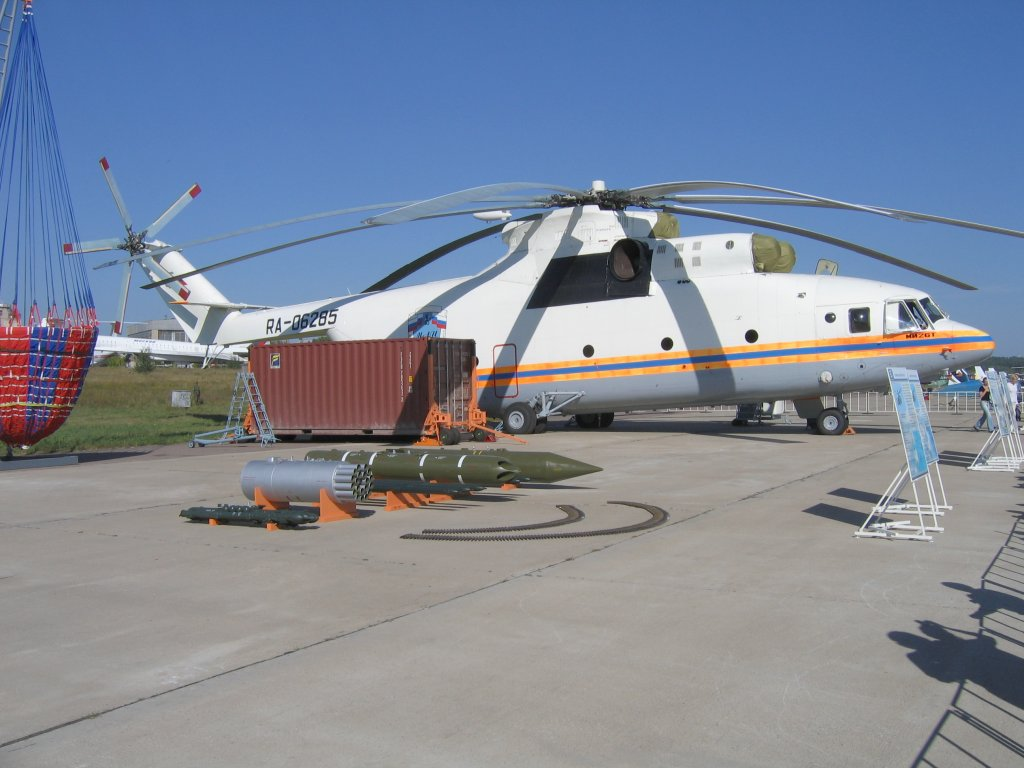
Mi-26T

- Mi-26 - Versión original, para el transporte de carga militar.
- MI-26A - Versión actualizada y mejorada del Mi-26.
- MI-26M - Versión modificada y optimizada para un mejor rendimiento.
- Mi-26MS - Versión de evacuación médica.
- Mi-26S - Versión modificada para prestar colaboración en el accidente de Chernóbil.
- Mi-26NEF-M - Versión militar de guerra antisubmarina.
- Mi-26P - Versión para el transporte civil, con una capacidad máxima de 63 pasajeros.
- Mi-26PK - Helicóptero grúa.
- Mi-26PP - Versión optimizada para las transmisiones radiales («radio relay»).
- Mi-26T - Versión civil de transporte, para la carga y transporte de mercancías.
- Mi-26TC - Versión carguera o destinada al transporte de carga.
- Mi-26TM - Helicóptero grúa (Versión distinta al Mi-26PK).
- Mi-26TP - Versión para la lucha contra incendios.
- Mi-26TS - Versión de exportación del Mi-26T.
- Mi-26TZ - Versión «tanquera» o cisterna de combustible.
- Mi-26T2 - Versión para transporte modernizado, con aviónica rediseñada.[9]

## Usuarios

### Militares
Argelia

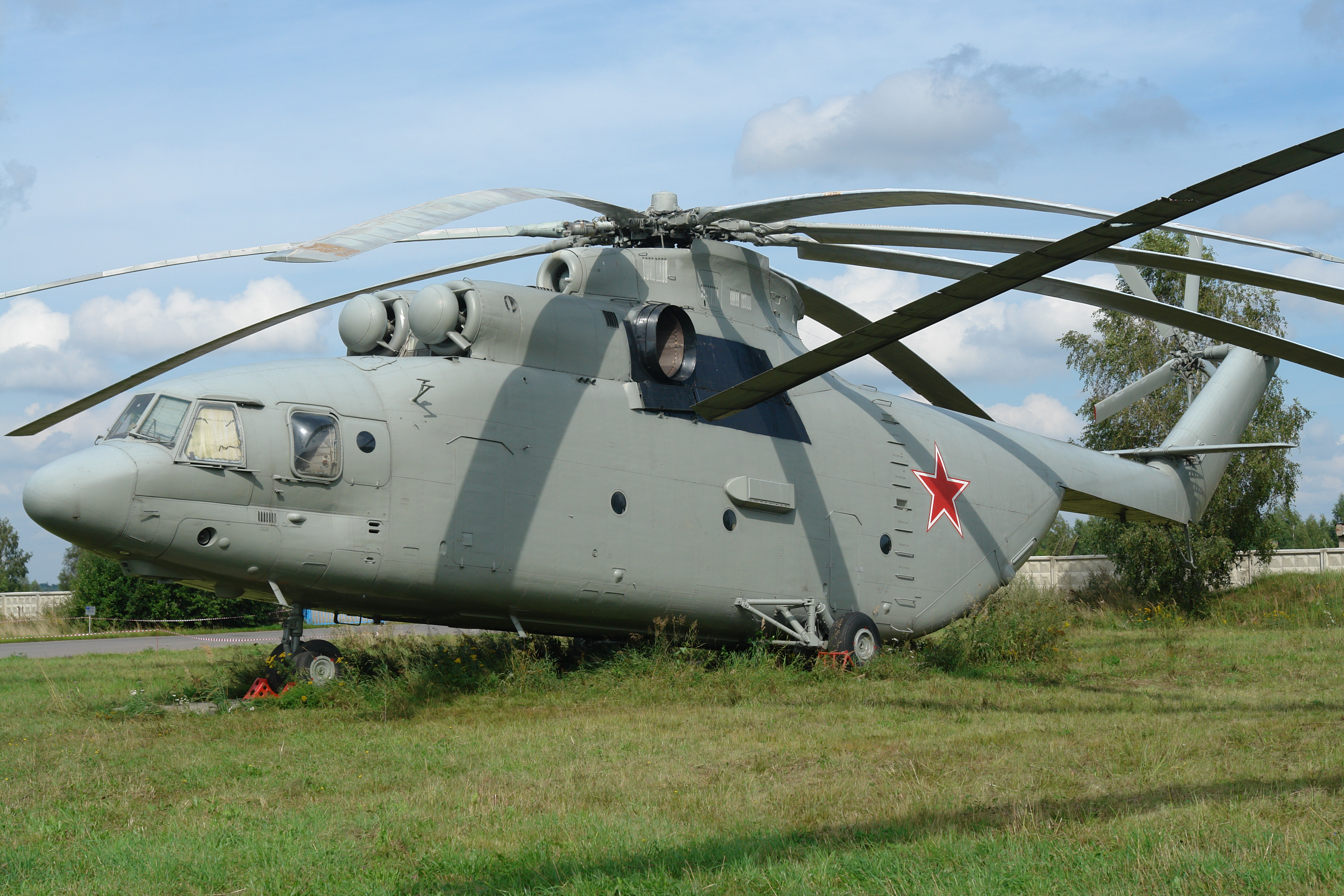
Un Mil Mi-26 en exhibición en el museo moscovita de Mónino), en 2006.

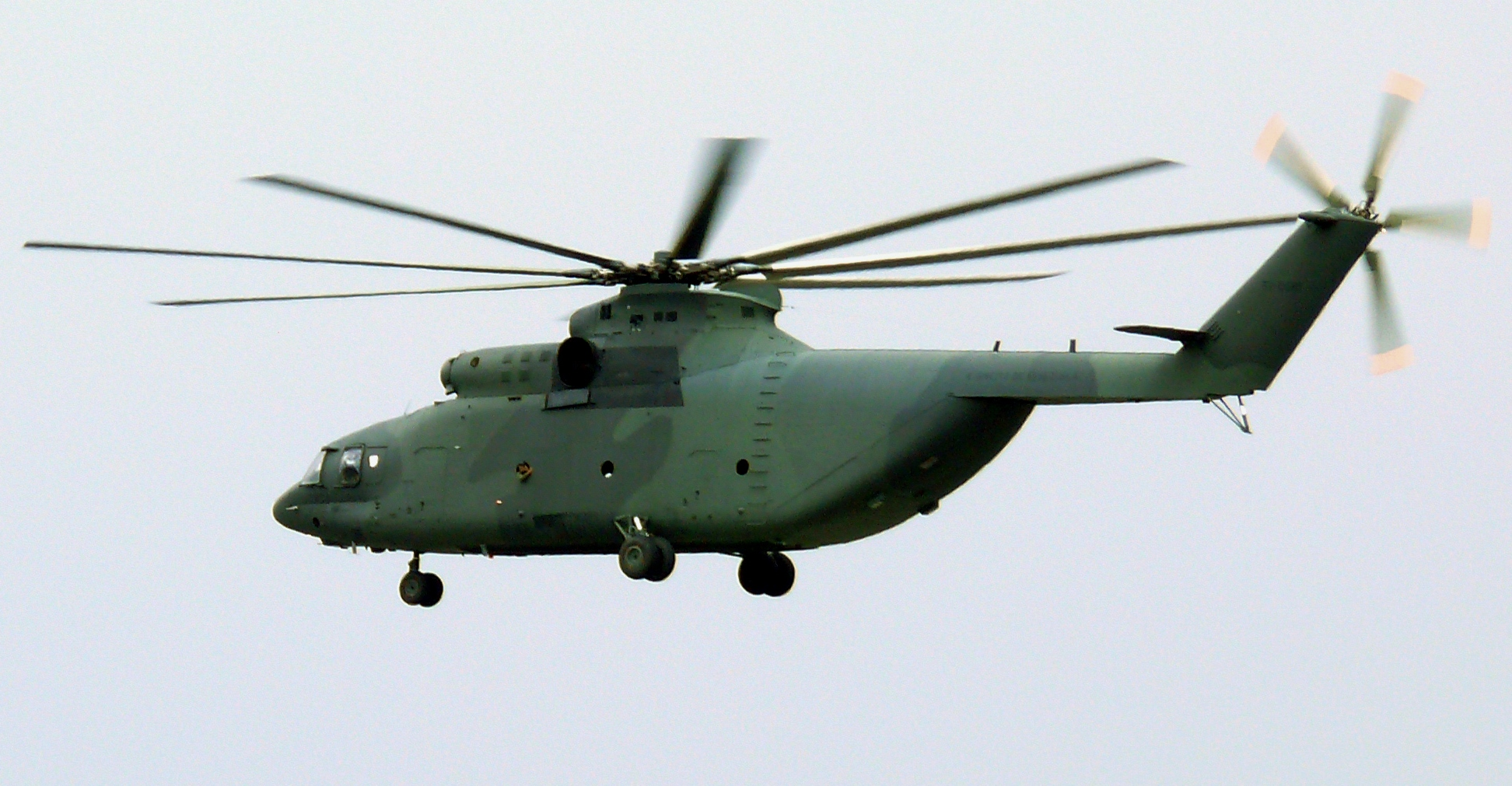
Mi-26 en Parada Militar sobre Caracas, Venezuela.

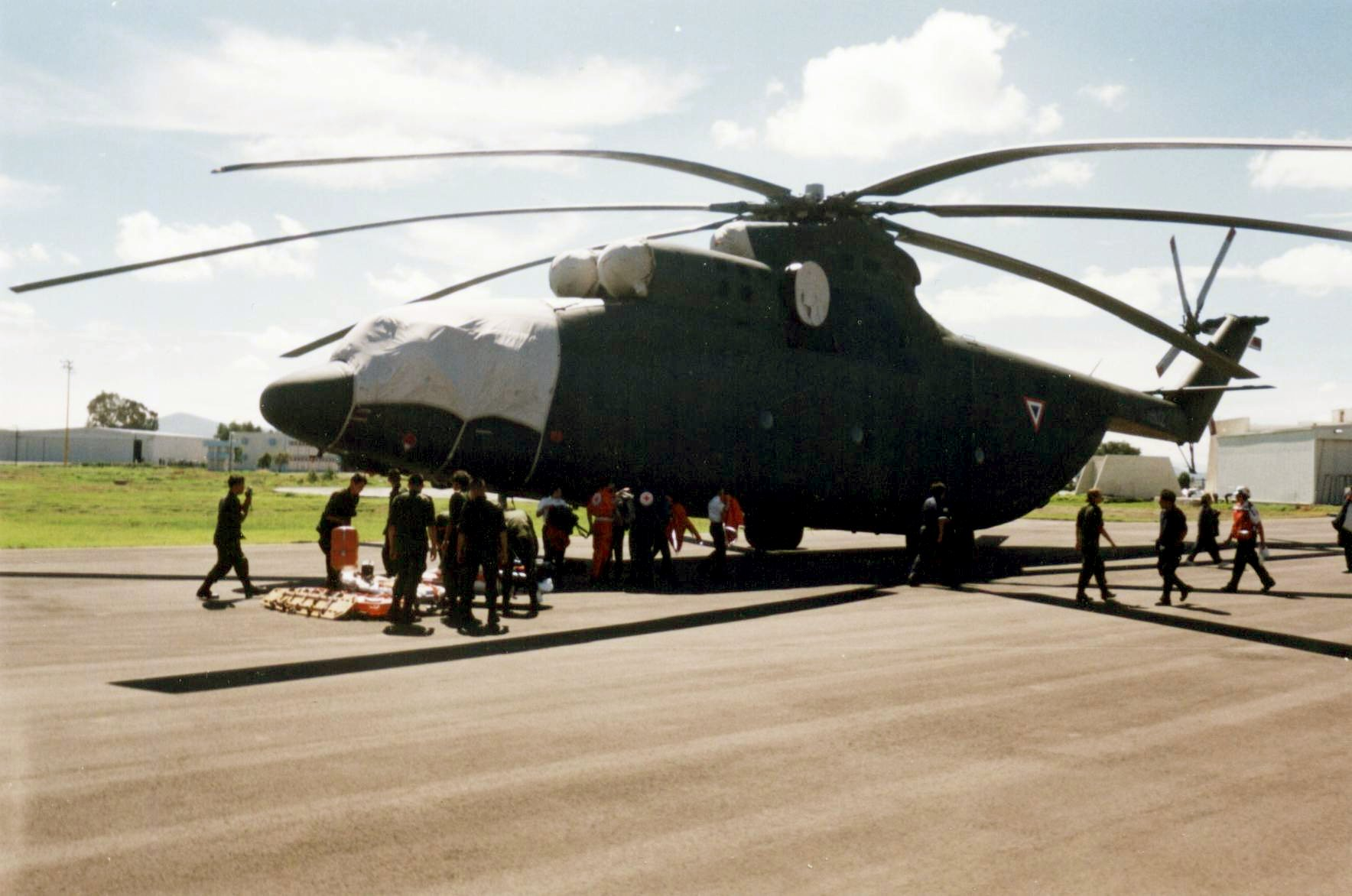
Mi-26 de la Fuerza Aérea Mexicana en la Base Aérea Militar n.º 1 Santa Lucía.

- Fuerza Aérea Argelina: 14 Mi-26T2 en 2018.[11][12]

 Bielorrusia
- Fuerza Aérea de Bielorrusia operan 10 Mi-26, 5 más están en almacenamiento.

 República Democrática del Congo
- Fuerza Aérea de la República Democrática del Congo recibió una de estas aeronaves.

 India
- Fuerza Aérea India: 4 Mi-26.

 Laos
- Fuerza Aérea del Ejército de la Liberación del Pueblo de Laos: 1 Mi-26.

 México
- Fuerza Aérea Mexicana: 2 Mi-26T adquiridos. 1 perdido en un accidente y el otro se encuentra fuera de servicio.[10]

 Nepal
- Servicio Aéreo del Ejército Nepalés: recibió 2 Mi-26, una se perdió en un accidente [cita requerida].

 Corea del Norte
- Fuerza Aérea de Corea del Norte: 4 Mi-26.

 Rusia
- Fuerza Aérea Rusa: 25 Mi-26.[13]
- Ejército Ruso

 Ucrania

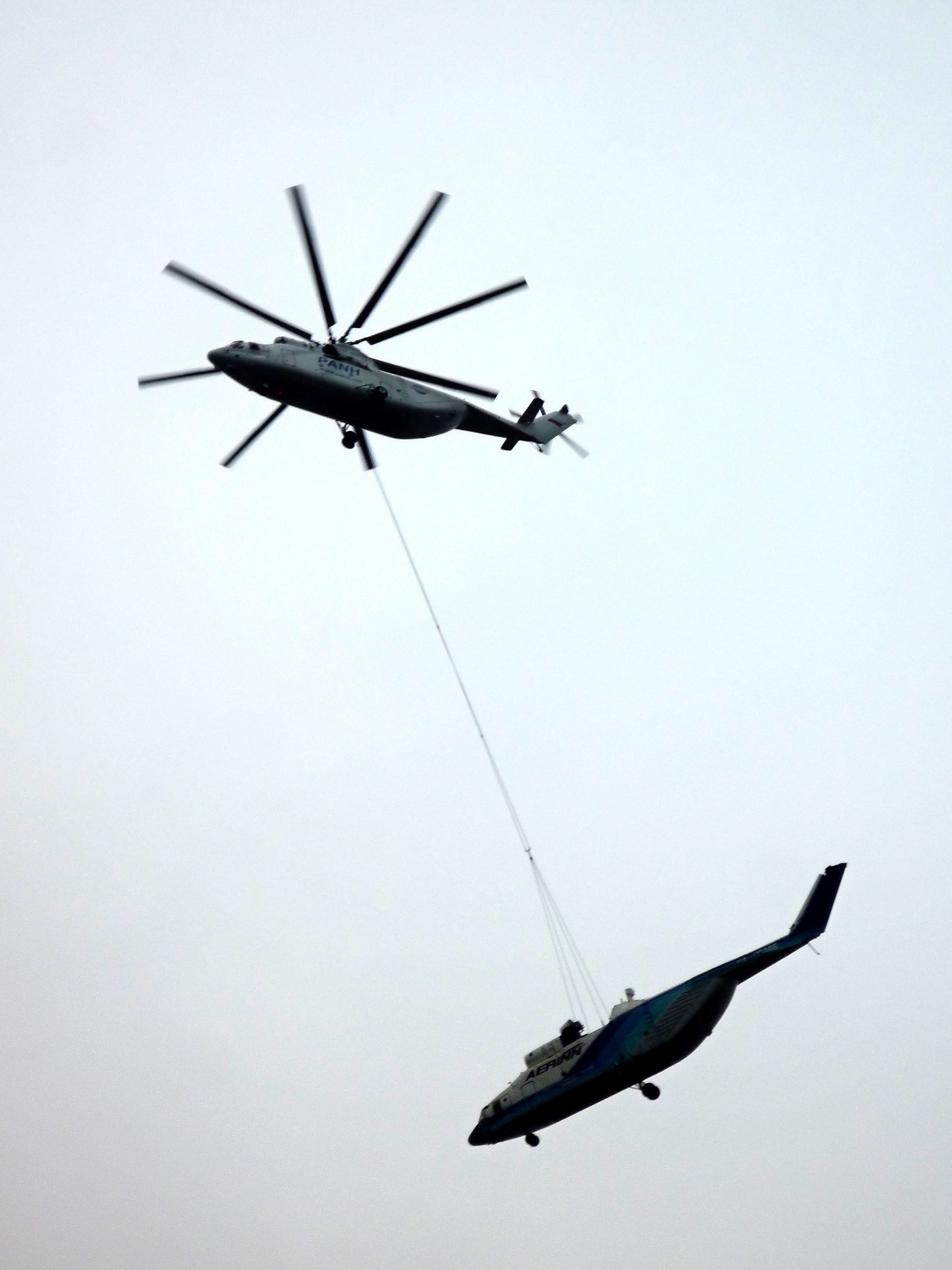
Foto de un mi-26 llevando como carga otro helicóptero.

- Fuerza Aérea de Ucrania: 10 Mi-26, ocho unidades adicionales en almacenamiento.
- Fuerzas Terrestres Ucranianas:19 Mi-26,

 Uzbekistán
 Venezuela
- Aviación del Ejército: tres Mi-26T2, adquiridas en 2005.[14]

### Anteriores usuarios militares
Perú
- Ejército Peruano: 3 Mi-26.[15]

 Unión Soviética
- Fuerza Aérea Soviética recibidas por sus estados sucesores.
- Aviación Militar Soviética

### Civiles
China
- China Flying Dragon Aviation: 2 Mi-26T.

 Grecia
- Mi-26T para combatir incendios forestales.

 India
 Italia
- Corporazione Forestale dello Stato operan al menos una unidad del Mi-26T en el rol de apagallamas/bombero aéreo.[16]

 Laos
 Perú
 Rusia
- Aeroflot
- Avialift Vladivostok
- UTair Aviation

### Anteriores usuarios civiles
Unión Soviética
- Aeroflot

## Historia operacional

### Chechenia
El 19 de agosto de 2002, separatistas chechenos durante la segunda guerra chechena impactaron a un helicóptero Mi-26 con un misil tierra-aire, provocando su caída en un campo minado y uno de los mayores desastres de la aviación rusa. Un total de 127 personas murieron en el accidente. Una investigación determinó que el helicóptero fue burdamente sobrecargado,  es decir, el helicóptero sólo puede llevar alrededor de 80 personas, pero estaba transportando a alrededor de 150. A finales de 1997 se había prohibido la sobrecarga de los helicópteros por encima de esta capacidad, pero en esta ocasión la tripulación había hecho caso omiso.
En respuesta a este fallo, el presidente ruso Vladímir Putin ordenó una investigación de los militares responsables de la negligencia. El comandante encargado del helicóptero, el teniente coronel Alexander Kudyakov, fue declarado culpable de negligencia y violación de los reglamentos de vuelo. Unos chechenos, acusados de derribar el helicóptero, fueron condenados a cadena perpetua en abril de 2004.
Un Mi-26 fue derribado en 2009, mientras aterrizaba cerca de la ciudad Grozni, en Chechenia. Según el profesor de la academia de ciencias militares, Vadim Koziulin: «El aparato transportaba a oficiales y soldados al lugar de la batalla. Los terroristas soltaron un misil Iglá durante el aterrizaje, y de 150 personas solo se pudo salvar a 20. Probablemente algo tuvo que ver el que el aparato no hubiera alcanzado mucha altura».

### Chernóbil

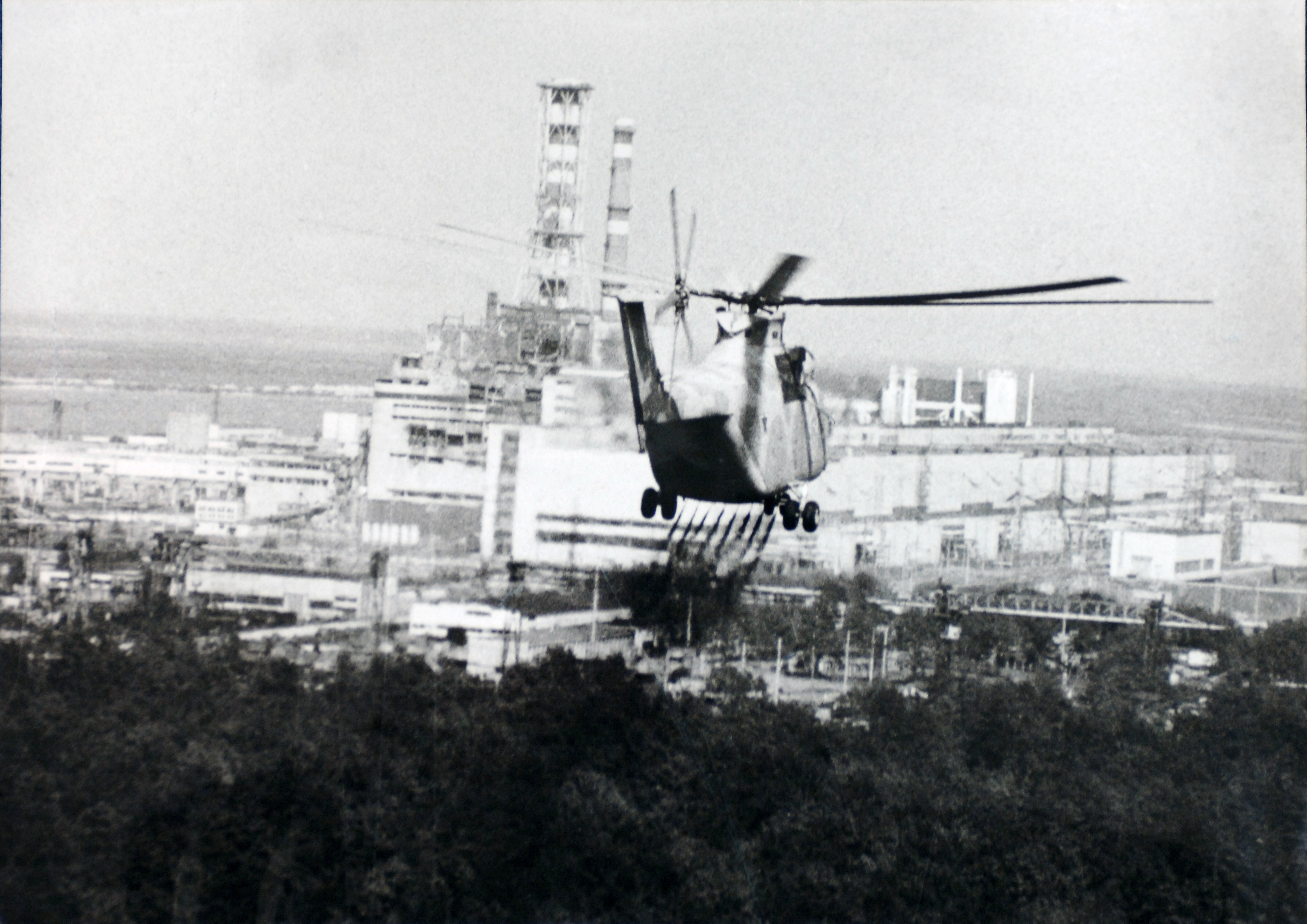
Un helicóptero Mi-26 fumigando con un líquido descontaminante cerca de la zona del reactor nuclear número 4 de Chernobil en 1986.

El «Mi-26S» fue una variante desarrollada a toda prisa por el gobierno soviético para colaborar en las tareas de limpieza y evacuación del desastre nuclear de Chernóbil. Sus grandes dimensiones y versatilidad hacían del Mi-26 un importante medio de transporte, tanto para el traslado de materiales como también de personal militar y civil.
Sus principales tareas fueron las de evacuar a la población de las zonas cercanas al accidente, ayuda médica y dejar caer mezclas aislantes en el núcleo del dañado reactor. La versión modificada exclusivamente para las tareas de mitigación fue equipada con un tanque de líquidos en su parte posterior, que transportaba una mezcla aislante que una vez rociada, permitía atenuar en parte las emisiones radiactivas a la atmósfera. Un sistema de filtros y pantallas montadas en la cabina del helicóptero protegían al equipo durante los trabajos en la zona Cero.
Hoy, un gran número de estos helicópteros, se encuentran abandonados en el cementerio de vehículos, que los liquidadores usaron durante el proceso de limpieza y construcción del sarcófago que aislaría el reactor afectado. Al estar contaminados por haber recibido grandes dosis de radiación, se encuentran en un lugar construido para su depósito al suroeste de la central nuclear de Chernóbil, en la llamada «zona de alienación».

### Afganistán
El Mi-26 hizo su debut en la guerra de Afganistán (1978-1992) en 1984. Sus principales misiones eran transporte de equipos, evacuar heridos e incluso rescatar helicópteros Mi-8 dañados.
En 2002, se utilizó el helicóptero para extraer dos helicópteros estadounidenses Boeing CH-47 Chinook dañados y un Eurocopter AS 532 Cougar de las montañas. En 2009, un Mi-26 participó en la operación de salvamento y rescate de un helicóptero Boeing CH-47 Chinook derribado por los talibanes en Afganistán. El ejército de Estados Unidos desplegado en el país no disponía de ningún aparato capaz de rescatar en aquellas condiciones al helicóptero Chinook.

### La guerra de Siria y la exploración del Ártico
Durante la primera década del siglo XXI, el gobierno de Rusia ha emprendido una campaña de exploración y desarrollo del Ártico, además de participar en la guerra civil siria. La experiencia con los helicópteros Mi-26 ha llevado a modernizar y mejorar las capacidades del helicóptero con la última versión Mi-26T2. Esta versión tiene la capacidad certificada de volar en condiciones de climas extremos, desde -40 a 50 grados centígrados, además de nueva aviónica con capacidades automáticas y nuevas defensas.

## Especificaciones
Referencia datos: 

### Características generales
- Tripulación: 6 (2 pilotos, 1 navegador, 1 ingeniero de vuelo, 1 jefe de carga, 1 operador de sistemas electrónicos/radio)
- Carga: 20.000 kg 

  - Transporte de tropas: 80 soldados.
  - Evacuación médica: 60 camillas.
- Longitud: 40,025 m
- Diámetro rotor principal: 32,00 m
- Altura: 8,145 m
- Área circular: 789 m²
- Peso vacío: 28.200 kg
- Peso cargado: 49.500 kg
- Peso máximo al despegue: 56.000 kg
- Planta motriz: 2× turboeje Lotarev D-136.
  - Potencia: 8.380 kW 11.240 CV cada uno.

### Rendimiento
- Velocidad máxima operativa (Vno): 295 km/h
- Alcance: 1.952 km
- Techo de vuelo: 4.600 m

### Aeronaves similares
- Mil Mi-6
- Mil Mi-12
- CH-47 Chinook
- CH-53E Super Stallion

### Listas relacionadas
- Anexo:Aeronaves más grandes